# تود والتون
تود والتون (بالإنجليزية: Todd Walton)‏ (1949)؛ روائي أمريكي.

## روابط خارجية
- تود والتون على موقع IMDb (الإنجليزية)